# Coup sûr de plus d'un but

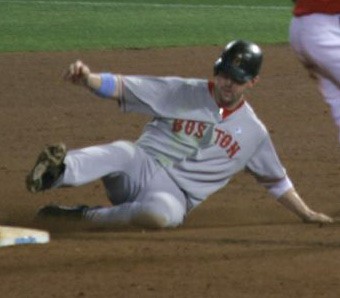
Trot Nixon glisse sauf au deuxième coussin après avoir frappé un double, un type de coup sûr de plus d'un but.

Un coup sûr de plus d'un but est une statistique au baseball. Il s'agit de l'addition des coups sûrs ayant permis au frappeur d'atteindre au moins le deuxième but d'une seule frappe.

## Définition
Il y a au baseball quatre types de coup sûr : le simple (coup sûr permettant au frappeur d'atteindre le premier but), le double (permettant au frappeur d'atteindre le deuxième but), le triple (permettant au frappeur d'atteindre le troisième but) et le coup de circuit (le joueur réussit un coup de quatre buts et marque un point d'une seule frappe).
Le simple est le seul type de coup sûr n'entrant pas dans le calcul des coups sûrs de plus d'un but.
Cette statistique ne doit pas être confondue avec le total de buts, où l'on additionne non pas le nombre de coups sûrs de plus d'un but mais bien chaque base gagnée par le coureur.

### Exemple
Par exemple : durant la saison 2010, José Bautista des Blue Jays de Toronto a mené la Ligue majeure de baseball avec 92 coups sûrs de plus d'un but. De ses 148 coups sûrs durant l'année, Bautista a obtenu 56 simples, 35 doubles, 3 triples et 54 coups de circuit, donc un total de 92 coups sûrs de plus d'un but.

## Records
Les records de la Ligue majeure de baseball pour le nombre de coups sûrs de plus d'un but.
- Coups sûrs de plus d'un but en une saison :

| Rang | Joueur                  | Équipe                                           | Nombre | Saison    |
| ---- | ----------------------- | ------------------------------------------------ | ------ | --------- |
| 1    | Babe Ruth               | Yankees de New York                              | 119    | 1921      |
| 2    | Lou Gehrig              | Yankees de New York                              | 117    | 1927      |
| 3    | Barry Bonds Chuck Klein | Giants de San Francisco Phillies de Philadelphie | 107    | 2001 1930 |
| 5    | Todd Helton             | Rockies du Colorado                              | 105    | 2001      |

- Coups sûrs de plus d'un but en carrière :

| Rang | Joueur      | Nombre | Saisons   |
| ---- | ----------- | ------ | --------- |
| 1    | Hank Aaron  | 1 477  | 1954-1976 |
| 2    | Barry Bonds | 1 440  | 1986-2007 |
| 3    | Stan Musial | 1 377  | 1941-1963 |
| 4    | Babe Ruth   | 1 356  | 1914-1935 |
| 5    | Willie Mays | 1 323  | 1951-1973 |

- En carrière, parmi les joueurs en activité après la saison 2010 :

| Rang | Joueur            | Nombre |
| ---- | ----------------- | ------ |
| 1    | Alex Rodriguez    | 1 116  |
| 2    | Jim Thome         | 1 043  |
| 3    | Chipper Jones     | 966    |
| 4    | Vladimir Guerrero | 928    |
| 5    | Iván Rodríguez    | 925    |